# Чиж Станіслав Олександрович
Станіслав Олександрович Чиж (23 жовтня 1935, Кривий Ріг — 22 травня 2008, Севастополь) — український скульптор, Заслужений художник УРСР (1978), Народний художник України (2003), лауреат премії автономної республіки Крим у галузі образотворчого мистецтва (1999), лауреат комсомольської премії імені М. Бірюкова (1971), член правління Кримської організації Національної спілки художників України, почесний громадянин Севастополя (2007).

## Біографія
Народився 23 жовтня 1935 року в Кривому Розі в шахтарській родині. Після закінчення середньої школи в 1952–1954 роках продовжував освіту у Ленінградському вищому художньо-промисловому училищі імені В. Мухіної, в 1954–1956 роках в Одеському художньому училищі імені К. Констанді. Студентом брав участь у республіканському конкурсі на найкращий твір мистецтва, присвячений М. Островському (1956, бюст письменника — 2-а премія).

Могила Станіслава Чижа

Після захисту диплому в 1956–1959 роках проходив строкову військову службу на Чорноморському флоті в Севастополі. Під час військової служби взяв участь у конкурсі на проект пам'ятника морякам, які загинули в трюмах флагмана Чорноморського флоту лінкора «Новоросійська», проте в силу обставин робота була закінчена лише через понад 30 років; брав участь у конкурсі проектів пам'ятника комсомольцям для Севастополя (1958, став переможцем); у виготовленні рельєфів для будівлі діорами «Штурм Сапун-гори 7 травня 1944 року» (1958).
Після служби жив і працював у Севастополі. Був учасником виставок з 1959 року, член Спілки художників СРСР з 1962 року. Працював у різних видах скульптури — монументальної, станкової, меморіальної, в різних матеріалах — шамоті, металі, камені, дереві, бетоні, кераміці.
Помер 22 травня 2008 року. Похований у Севастополі на кладовищі Комунарів.

## Творчість
Протягом багатьох років кінця 20 — початку 21 століття вулиці, площі і сквери не тільки Севастополя прикрасили пам'ятники, погруддя, меморіальні дошки і обеліски, створені працею С. О. Чижа. Серед них:
- пам'ятники:
  - «Мужності, стійкості, вірності комсомольській» (1963, вулиця Леніна);
  - «Борцям підпілля» (1963);
  - одному із засновників Севастопольської біологічної станції О. О. Ковалевському (1971);
  - обеліск місту-герою Севастополю (1977);
  - «Комісар» (1977);
  - «Підводникам-чорноморцям» (1983);
  - адміралу Ф. Ф. Ушакову (1983, площа Ушакова);
  - Пам'ятник Катерині II (2008)
- портрети:
  - Ф. А. Рубо (1975);
  - адмірала Ф. С. Октябрського (1975);
  - Б. А. Борисова (1975);
- пам'ятний знак радянським ученим, що виробляли роботи по розмагнічування кораблів Чорноморського флоту в 1941—1942 роках (1976);

меморіальна дошка Олександру Зубкову

могила Івана Ступицького

- меморіальні дошки і анотаційні позначення вулиць:
  - адміралу І. С. Юмашеву (1980);
  - генералу І. Є. Петрову (1982);
  - Дмитру Ульянову (1982);
  - контр-адміралу О. І. Зубкову;
  - композитору Б. В. Боголєпову[1];
  - поетесі Анні Ахматовій і тому інше.
- фасад будівлі панорами «Оборона Севастополя 1854—1855 років» в 1970-ті роки був доповнений «поясом» з бюстів героїв легендарної епопеї, з яких С. Чиж увічнив матросів Петра Кішку та Гната Шевченка, генерала С. Хрульова і штабс-капітана О. Мельникова.

Цілий комплекс робіт С. Чижа склався на кладовищі Комунарів: пам'ятники загиблим морякам навчального судна «Прут» і лінкора «Новоросійськ», борцям севастопольського підпілля. Тут же — пам'ятники-погруддя командувачам Чорноморським флотом адміралам П. Октябрському і С. Чурсіну, віце-адміралу І. Руднєву, контр-адміралу З. Єремєєву, професору В. Водяницькому, Герою Соціалістичної Праці М. Музиці, ректору Севастопольського національного технічного університету М. Лавриненку, письменникові Г. Черкашину і меру міста Б. Кучеру. Також роботи скульптора є і на міському кладовищі «Кальфі», зокрема надгробний пам'ятник Івану Петровичу Ступицькому — секретарю Севастопольського міському ЛКСМУ, першому секретарю Кримського обкому комсомолу.
Є роботи севастопольського скульптора в ближньому і далекому зарубіжжі: у Владивостоці — пам'ятник Герою Радянського Союзу адміралу флоту Радянського Союзу М. Г. Кузнєцову, в Новоросійську — пам'ятник-бюст двічі Герою Радянського Союзу адміралу флоту С. Г. Горшкову. На Новодівичому кладовищі Москви і в туніській Бізерті втілилася в граніт пам'ять про командуючого російською ескадрою контр-адмірала Є. Беренса. У болгарській Варні встановлено пам'ятник підводникам човна Щ-211.
Роботи Станіслава Чижа знаходяться в Музеї героїчної оборони і звільнення Севастополя, Севастопольському художньому музеї імені М. П. Крошицького, музеї Чорноморського флоту Російської Федерації, в музеях міст Переяслава, Кременчука, Дніпра, Корсунь-Шевченківського, в Херсонському художньому музеї, Київському музеї Радянської армії.

## Пам'ять

меморіальна дошка

На будинку по вулиці Дмитра Ульянова, 22, де з 1967 по 2008 рік жив скульптор 23 жовтня 2009 року, до дня народження Станіслава Чижа, встановлено меморіальну дошку (скульптор Олександр Кудрін).